# Sweetness & Light
Sweetness & Light è il sesto album da solista del cantautore californiano Steve Wynn.

## Il disco
È stato definito da Steve Wynn come una combinazione delle cose che gli sono piaciute di più dei suoi album solisti precedenti, la crudezza di Melting in the Dark, lo stile compositivo di Fluorescent e Kerosene Man, quel tocco di pop che ha caratterizzato la produzione di Dazzling Display. 
Le registrazioni sono durate una ventina di giorni e non dieci come accaduto per gli album precedenti.
L'album si apre con  Silver Lining, dove Steve descrive la sua paura di volare, continua con il pop di  Black Magic e della title track.
La psichedelia di This Strange Effect  e il noir di This Deadly Game fanno da intermezzo per un album che riparte con il brit-pop di  How's My Little Girl e il pop con uso del sintetizzatore di Ghost.
Vicine allo stile di Kerosene Man sono Blood From a Stone e That's the Way Love Is , mentre The Great Divide e  If My Life Was an Open Book ricalcano le orme di Fluorescent.

## Tracce
1. Silver Lining – 4:14
2. Black Magic – 4:22
3. Sweetness and Light – 3:23
4. This Strange Effect – 2:49
5. This Deadly Game – 4:43
6. How's My Little Girl – 3:53
7. Ghosts – 6:07
8. Blood From a Stone – 4:42
9. In Love with Everyone – 3:29
10. The Great Divide – 4:08
11. That's the Way Love Is – 5:28
12. If My Life Was an Open Book – 4:17

## Formazione
- Steve Wynn – voce, chitarra

Altri musicisti
- Rich Gilbert – chitarra
- Armistead Wellford – basso
- Linda Pitmon – batteria
- Dave Rave – cori
- Lauren Agnelli – cori